# 세상의 모든 정보
《세상의 모든 정보》는 KBS 1라디오(전국, 수도권 기준 FM 97.3MHz, AM 711kHz)에서 매주 평일 낮 12시 20분부터 오후 2시까지 방송되는 라디오 교양 정보 프로그램이다. 단, 이 프로그램은 모두 전국방송이다.

## 역대 진행자
- 1대 : 전주리 아나운서 (여) - 2024년 1월 29일 ~ 2025년 5월 9일
- 2대 : 임지웅 아나운서 (남) - 2025년 5월 12일 ~ 현재

## 방송 시간
| 방송 채널   | 방송 기간              | 방송 시간                         |
| ----------- | ---------------------- | --------------------------------- |
| KBS 1라디오 | 2024년 1월 29일 ~ 현재 | 매주 평일 낮 12시 20분 ~ 오후 2시 |

## 프로그램 소개
한낮의 영양만점 지식 비타민! 세상의 모든 정보를 당신의 귓가로 특급 배송 해드립니다.
KBS 1라디오 세상의 모든 정보

## 역사
2024년 1월 26일까지 시사본부의 평일 방송 폐지로, 1월 29일부터 이 시간 자리에 후속 프로그램이 신설되었다.